# 에드거 윈터
에드거 윈터(Edgar Winter, 1946년 12월 28일 ~ )는 미국의 가수이다.